# Кота-Бару
Ко́та-Ба́ру (малайск. Kota Bharu; кит. 哥打巴鲁) — город в Малайзии, столица штата Келантан. Название города можно перевести с малайского как: «новый город» или «новый замок (форт)».

## География
Расположен в северо-восточной части полуострова Малакка, вблизи места впадения реки Келантан в Южно-Китайское море, недалеко от границы с Таиландом.

## Климат
Климат Кота-Бару характеризуется как экваториальный. Сухой сезон отсутствует; во все месяцы года выпадает более 60 мм осадков. Наиболее дождливый период — с октября по декабрь. Средний годовой уровень осадков составляет около 2500 мм. В период с ноября по февраль обычно немногим прохладнее, чем в остальные месяцы года.

## Население
Население города по данным на 2009 год составило около 577 000 человек, что делает Кота-Бару десятым по величине городом страны. Около 70 % населения города — мусульмане.

## Достопримечательности
Кота-Бару интересен множеством мечетей, различными музеями, уникальной архитектурой старого королевского дворца и бывшими королевскими постройками в центре города.

## Известные уроженцы
- Фатима Бусу — малайзийская писательница
- Сутунг Умар Рс — малайзийский поэт, прозаик и литературный критик
- Россем Сем — малайзийский художник-карикатурист

## Города-побратимы
- Касаока, префектура Окаяма, Япония[2]

## Галерея

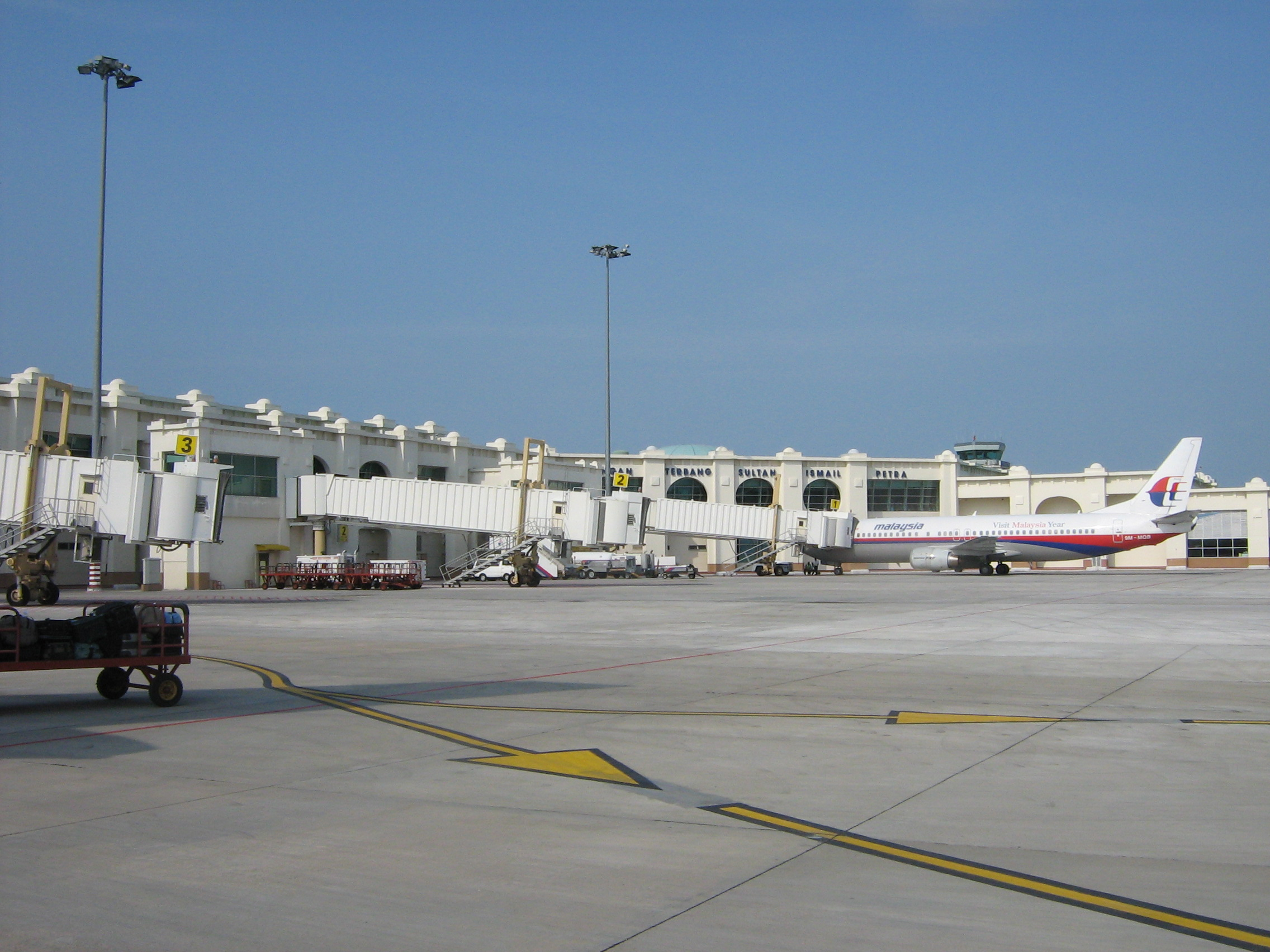
Аэропорт Кота-Бару
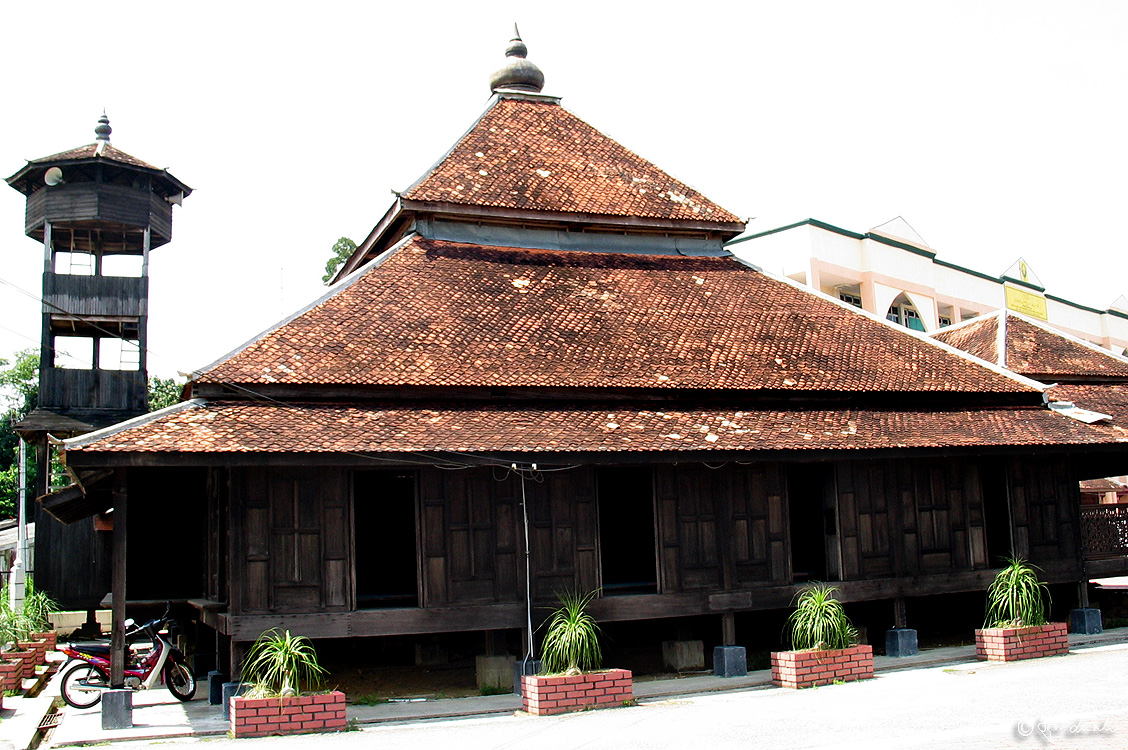
Мечеть Кампунг-Лаут
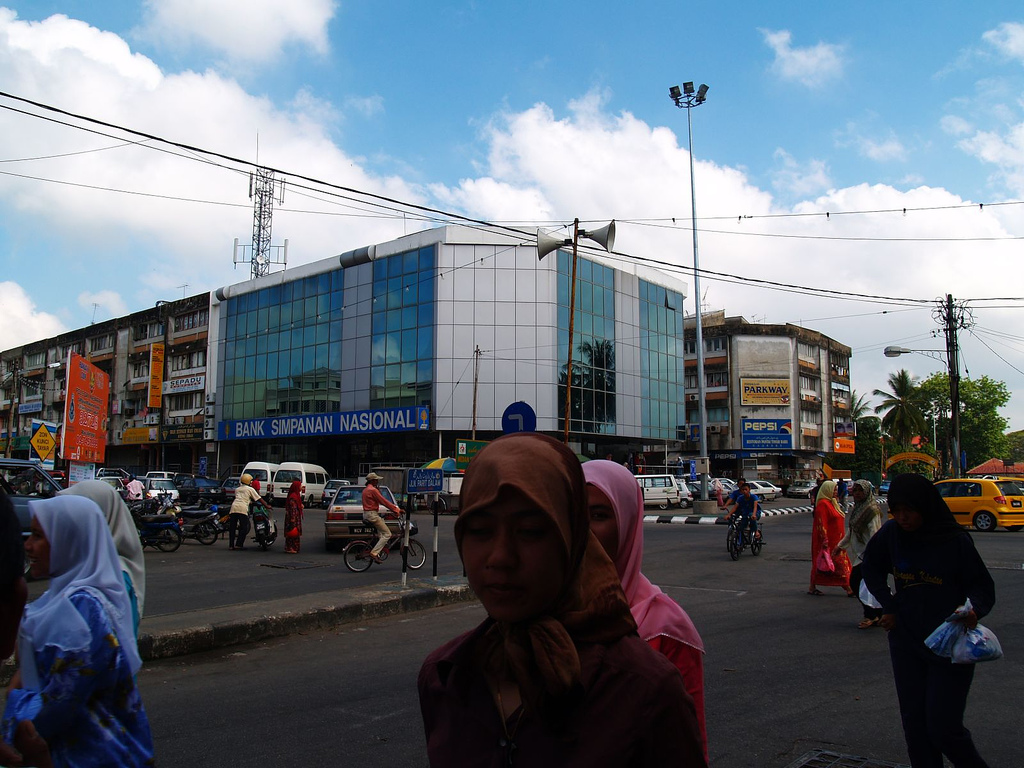
Джалан Парит Далам
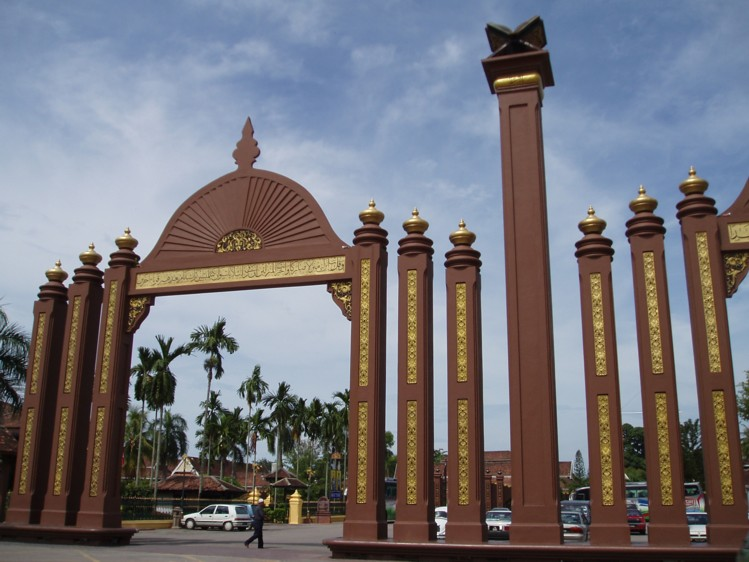
Арка султана Исмаила Петра